# Glimpse of Us
Glimpse of Us è un singolo del cantautore giapponese Joji, pubblicato il 10 giugno 2022 come primo estratto dal terzo album in studio Smithereens.

## Video musicale
Il video musicale, diretto da Dan Streit, è stato reso disponibile in concomitanza con l'uscita del singolo e presenta alcuni filmati lo-fi di un gruppo di amici che bevono, corrono in auto e accendono fuochi d'artificio.

## Tracce
Testi e musiche di George Miller, Connor McDonough, Riley Mc Donough, Alexis Kesselman e Joel Castillo.
1. Glimpse of Us – 3:53

## Successo commerciale
Glimpse of Us è diventata la prima top ten statunitense di Joji, debuttando al 10º posto della Billboard Hot 100 con oltre 18,3 milioni di riproduzioni in streaming.

## Classifiche

### Classifiche settimanali
| Classifica (2022) | Posizione massima |
| ----------------- | ----------------- |
| Australia         | 1                 |
| Austria           | 13                |
| Belgio (Fiandre)  | 42                |
| Bolivia           | 25                |
| Canada            | 5                 |
| Croazia           | 15                |
| Danimarca         | 12                |
| Filippine         | 1                 |
| Finlandia         | 12                |
| Francia           | 57                |
| Germania          | 31                |
| Grecia            | 2                 |
| Hong Kong         | 15                |
| India             | 4                 |
| Indonesia         | 1                 |
| Irlanda           | 2                 |
| Islanda           | 4                 |
| Italia            | 90                |
| Lituania          | 1                 |
| Lussemburgo       | 4                 |
| Norvegia          | 5                 |
| Nuova Zelanda     | 1                 |
| Paesi Bassi       | 13                |
| Paraguay          | 78                |
| Polonia           | 71                |
| Portogallo        | 4                 |
| Regno Unito       | 12                |
| Repubblica Ceca   | 17                |
| Singapore         | 1                 |
| Slovacchia        | 11                |
| Stati Uniti       | 8                 |
| Sudafrica         | 18                |
| Svezia            | 13                |
| Svizzera          | 13                |
| Ungheria          | 24                |
| Vietnam           | 2                 |

### Classifiche di fine anno
| Classifica (2022) | Posizione |
| ----------------- | --------- |
| Australia         | 26        |
| Belgio (Fiandre)  | 191       |
| Canada            | 39        |
| Islanda           | 35        |
| Lituania          | 15        |
| Nuova Zelanda     | 28        |
| Singapore         | 2         |
| Stati Uniti       | 52        |
| Svizzera          | 68        |
| Vietnam           | 26        |
| Classifica (2023) | Posizione |
| Portogallo        | 116       |